# Orso Dolfin
Orso Dolfin (Venezia, ... – 1367) è stato un patriarca cattolico italiano.

## Biografia
Veneziano, figlio di Nicolò Dolfin "di San Pantalon" e di Donata Querini "di San Zulian", è citato per la prima volta nel testamento della madre (1328), morta quando era ancora fanciullo.
Nel 1343 era rettore della chiesa di San Giacomo di Rialto, allora dipendente dal capitolo dei canonici della cattedrale di Castello. In questo periodo è citato sempre con il titolo di dominus, pertanto non era stato ancora ordinato.
Il 5 novembre 1347 fu nominato vescovo di Capodistria da papa Clemente VI, il quale aveva tenuto conto delle richieste della Serenissima che voleva tale carica assegnata a un suo cittadino. Non sembra avervi svolto un ruolo di rilievo: il suo nome non compare nei documenti relativi alla rivolta antiveneziana scoppiata in quella città, né in quelli sulle dispute tra i cittadini istriani e il vescovo di Trieste.
Il 30 marzo 1349 venne promosso alla più importante arcidiocesi di Candia. Tra i suoi primi provvedimenti, la consacrazione di Matteo da Pola, già tesoriere della diocesi di Arcadia, a vescovo di Milopotamo, che tuttavia venne presto sostituito da Giacomo Da Ponte nominato dal pontefice (1349). Nel 1357 assegnò la diocesi di Ario all'eremitano Gerardo da Bologna, scelta che fu più tardi confermata da papa Urbano V (1367).
Nel 1356, preoccupato per la minaccia ottomana, sostenne con forza la partecipazione veneziana alla crociata alessandrina. In riconoscenza, papa Innocenzo VI lo nominò legato pontificio per la Romania, creandolo inoltre governatore di Smirne. Questi incarichi, tuttavia, non gli restarono a lungo: nel 1359, infatti, fu sostituito da Pietro Tommaso, vescovo di Corone, nell'ufficio di legato e da Niccolò Benedetti, praeceptor dell'Ordine dell'Ospedale di Venosa, in quello di governatore.
Durante il suo episcopato a Candia va segnalato il caso di alcuni eretici, legati alla nobiltà locale, che furono perseguiti dal Tommaso. L'episodio vide il rogo di Langoardo, capo di un gruppo di fraticelli che, dopo questo evento, riparò a Salonicco al seguito di Leonardo Gradenigo (forse lo stesso che fu tra i fautori della Rivolta di Creta del 1363-1366).
Alla fine del 1359 fu in missione ad Avignone presso la Curia papale per recare alcune lettere di raccomandazione della Repubblica, e si trovava in quella città ancora nel dicembre dell'anno dopo, quando chiese - senza ottenerlo - il permesso per le navi veneziane di recarsi ad Alessandria d'Egitto. Venne rifiutata anche la proposta, sempre da parte veneziana, di affidagli il patriarcato latino di Gerusalemme (agosto 1361).
Il 5 novembre 1361 fu nominato patriarcato di Grado (con residenza a Venezia), mantenendo su Candia il ruolo di amministratore apostolico. Quest'ultimo gli venne meno il 6 marzo 1363 quando fu creato arcivescovo il Tommaso; ricevette, in cambio, l'amministrazione della diocesi di Modone.
Della sua attività nella sede di Grado, sappiamo che nel 1363 la Curia romana gli chiese chiarimenti attorno alla demolizione di alcune case della parrocchia di San Basso destinate alla demolizione per l'ampliamento di piazza San Marco; nel 1364 fece redigere una copia della bolla del 1299 con cui papa Bonifacio VIII concesse la residenza a Venezia ai presuli gradensi; nello stesso anno permise la costruzione dell'oratorio della Ca' di Dio, sito nel territorio della parrocchia di San Martino; nel 1365 concesse indulgenze alla Scuola Grande della Misericordia, mentre nello stesso periodo si oppose al progetto del cardinale Androin de la Roche di ridurre la diocesi di Castello a commenda. Per quanto riguarda l'amministrazione di Modone si dimostrò meno zelante, forse a causa della distanza geografica; tuttavia è attestata, tra il 1365 e il 1366, la sua presenza in quella sede.
Certamente a causa della salute malferma, nell'ottobre del 1367 non partecipò alle trattative tra la Serenissima e il patriarca di Aquileia ma inviò un vicario. Morì circa un mese dopo, venendo sepolto nella basilica dei Frari il 5 dicembre; la sua tomba è andata dispersa durante i vari rifacimenti della chiesa.
Erano suoi nipoti Leonardo Dolfin e Antonio Dolfin che come lui ricoprirono varie cariche ecclesiastiche.